# Université Johann Wolfgang Goethe de Francfort-sur-le-Main
L’université de Francfort, désignée officiellement université Johann Wolfgang Goethe de Francfort-sur-le-Main et appelée également université Goethe (en allemand : Johann Wolfgang Goethe-Universität am Main) est l'une des plus grandes universités d’Allemagne, avec 45 076 étudiants en 2017. 
Située sur la Bremer Straße (rue Bremer) du quartier Westend-Nord à Francfort (Allemagne), elle est fondée en 1914 par l'élite de la ville sous le nom d'« université royale de Francfort » (en allemand : Königliche Universität zu Frankfurt) et rebaptisée en 1932 « université Johann Wolfgang Goethe », en hommage au polymathe, poète et romancier francfortois Johann Wolfgang von Goethe.
Classée 5e meilleure université d'Allemagne, elle figure à la 102e place du classement ARWU des 500 meilleures universités mondiales et à la 182e place du classement CWUR des 1 000 meilleures universités mondiales.  
L'université de Francfort a célébré son centième anniversaire en 2014. 18 prix Nobel et 11 prix Gottfried-Wilhelm-Leibniz sont affiliés à l'université de Francfort comme anciens élèves.

## Facultés
L'université comprend seize facultés réparties sur quatre grands campus :
- Campus Bockenheim ;
- Campus Riedberg ;
- Campus Westend (ancien bâtiment de l'IG Farben) ;
- Campus Niederrad.

Les facultés sont :
- Faculté 1 : Droit
- Faculté 2 : Sciences économiques
- Faculté 3 : Sciences sociales
- Faculté 4 : Pédagogie
- Faculté 5 : Psychologie et Activités sportives
- Faculté 6 : Théologie Évangélique
- Faculté 7 : Théologie Catholique
- Faculté 8 : Philosophie et Sciences historiques
- Faculté 9 : Linguistique et Sciences culturelles
- Faculté 10 : Philologie
- Faculté 11 : Sciences de la Terre et Géographie
- Faculté 12 : Informatique et Mathématiques
- Faculté 13 : Physique
- Faculté 14 : Biochimie, Chimie et Pharmacie
- Faculté 15 : Biologie
- Faculté 16 : Médecine

L’université partenaire française de l’université Johann Wolfgang Goethe de Francfort-sur-le-Main est l'université Lyon II.

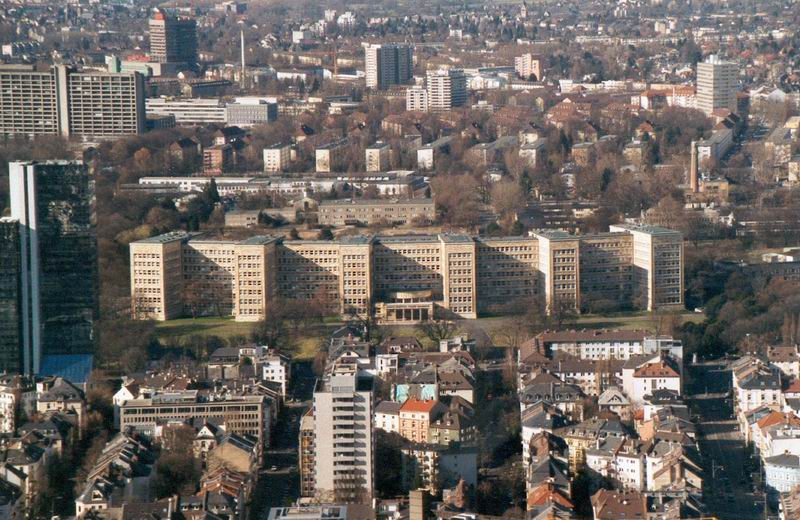
Bâtiment principal, ancien siège d'IG Farben, puis quartier général des forces américaines en Allemagne.

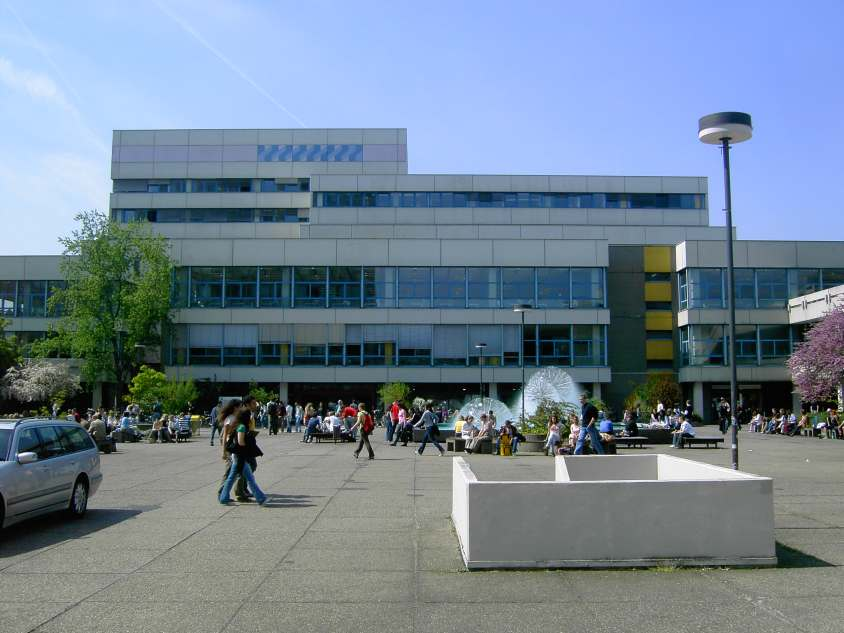
Le réfectoire sur le campus Bockenheim.

## Personnalités liées à l'université

### Professeurs
- Theodor W. Adorno
- Norbert Elias
- Jürgen Habermas
- Axel Honneth
- Max Horkheimer
- Karl Mannheim
- Denis de Rougemont
- Alfred Schmidt
- Hans Schrepfer
- Sandra Ciesek
- Bernd Belina

### Étudiants
- Theodor W. Adorno, (1903-1969), philosophe, sociologue, compositeur et musicologue ;
- Işın Demirkent (1938-2006), professeure d'histoire turque.
- Peter Iden, (1938-), écrivain, critique d’art et critique de théâtre ;
- Cornelius Lanczos, physicien (thèse d'habilitation en 1927) ;
- Reimar Lüst, (1923-2020), scientifique et directeur de l'Agence spatiale européenne ;
- Heinz Nixdorf (1925-1986), industriel, fondateur de Nixdorf AG
- Elisabeth Goldschmidt (1912-1970), généticienne israélienne ;
- Giulia Enders (1990-), écrivain et scientifique allemande ;
- Erna Frins (1960-), physicienne uruguayenne ;
- Chana Safrai (1946-2008), universitaire israélienne ;
- Ise Schwartz (1942-) artiste allemande ;
- Helma Wennemers (1969-), chimiste allemande et professeur de chimie organique à l'École polytechnique fédérale de Zurich ;
- Hadija Haruna-Oelker (1980-), journaliste et présentatrice de télévision allemande.
- Alex Karp (1967-), CEO de Palantir Technologies, Denver, Colorado, USA